# Drosophila maryensis
Drosophila maryensis är en tvåvingeart som beskrevs av Gupta och Dwivedi 1980. Drosophila maryensis ingår i släktet Drosophila och familjen daggflugor.
Artens utbredningsområde är Indien.